# كارولين جوردن
كارولين جوردن (بالإنجليزية: Caroline Jordan)‏ هي لاعب هوكي الحقل بريطانية، ولدت في 2 أغسطس 1964.

## وصلات خارجية
- كارولين جوردن على موقع أوليمبيديا (الإنجليزية)
- كارولين جوردن على موقع اللجنة الأولمبية البريطانية (الإنجليزية)